# Oelsberg
Oelsberg település Németországban, Rajna-vidék-Pfalz tartományban. Lakosainak száma 572 fő (2023. december 31.). Oelsberg Endlichhofen és Ruppertshofen községekkel határos.

## Népesség
A település népességének változása:
| Lakosok száma | 361  | 519  | 505  | 517  | 544  | 559  | 572  |
|               | 1975 | 2014 | 2017 | 2019 | 2021 | 2022 | 2023 |